# 劉仁軌
劉仁軌（602年—685年3月2日），字正則，汴州尉氏县（今河南省尉氏县）人，唐朝官员。

## 簡介
自幼“恭謹好學”，“每行坐所在，輒書空地，由是博涉文史。”唐高祖武德初年，補息州（今河南息縣）參軍，轉任陳倉（今陝西寶雞市東）尉。貞觀十四年（640年），因故杖斃折沖都尉魯寧，為唐太宗所讚賞，后累迁给事中。顯慶元年，劉仁軌因處理大理寺丞“畢正義案”得罪李義府，貶青州（山東省青州市）刺史。
顯慶五年（660年），唐高宗攻百濟，督海運遇風覆船，所部死傷嚴重，朝廷派監察御史袁異式審訊，李义府暗示袁异式：“君能办事，不忧无官。”李義府對唐高宗說：“不斬仁軌，無以謝百姓。”舍人源直心說：“海風暴起，非人力所及。”僅將之免職，以白衣隨軍自效。龍朔元年（661年）三月，唐軍留郎將劉仁願率數千唐兵留守百濟城，以左衛郎將王文度為熊津都督，不久王文度病死，詔以劉仁軌代之，刘仁轨高兴说：“天将富贵此翁耳！”百濟起兵，圍攻屯其府城的唐將劉仁願部。劉仁軌任檢校帶方州刺史，率軍赴救，於熊津江（今韓國錦江）大敗百濟。唐軍因戰事不利，又值大雪，遂退出平壤，劉仁軌自請留守。
龍朔三年（663年）日本毛野稚子等率二萬余人攻新羅，八月，劉仁軌水軍率行至白江口，“仁軌遇倭兵於白江之口，四戰捷，焚其舟四百艘，煙焰漲天，海水皆赤，賊眾大潰，余豐脫身而走”。百濟王扶平逃奔高句麗，王子忠勝等人投降。日本勢力退出朝鮮半島。上元二年（675年）二月，挥军渡瓠卢河（在庆州西），破新羅北方重鎮七重城（金城北）後引兵還，史稱“白江口之戰”。
麟德二年，封禪泰山，仁軌領新羅及百濟、耽羅、日本四國酋長赴會，唐高宗大悅，擢為大司憲。袁異式大懼，內心不安，劉仁軌告訴他忘掉過去的事，乾封元年（666年）六月，劉仁軌遷右相，兼檢校太子左中護，累前後戰功，封樂城縣男，推薦袁異式任中台司元大夫。監察御史杜易簡曰：「斯所謂矯枉過正矣！」咸亨元年（670年）正月初三，刘仁轨乞老歸養，获准，不久復出，出任陇州刺史，以防吐蕃。咸亨三年（672年），出任太子左庶子。咸亨四年（673年）三月初十，奉命改修国史。
仪凤二年（677年）五月，吐蕃犯扶州（治同昌，今甘肃文县）临河镇，唐军兵败，朝廷以刘仁轨为洮河道（军在鄯州城内）行军镇守大使，建議屢遭李敬玄反對，仁軌因此懷恨在心。一日刘仁轨上奏：“西边镇守，非敬玄不可。”李敬玄推辭不掉。仪凤三年（678年）九月，李敬玄大败，唐军损失过半。韦述曰：“世刘公逞其私忿，陷人之所不能，覆徒贻国之耻，忠恕之道，岂其然乎？”
武则天親政時，意圖誅殺裴炎，派郎将姜嗣宗自洛邑出使长安，問劉仁軌意見。刘仁轨问姜嗣宗洛阳的情况，姜嗣宗说：“我覺得裴炎舉止很奇怪，有異於常，很久了。”仁轨曰：“您察覺了嗎？”姜曰：“是的。”刘仁轨告訴他：“仁轨有事稟告，請幫我順便上奏罷。”姜嗣宗答应他。第二天，姜嗣宗带着刘仁轨的奏章返回洛阳，结果劉仁軌在奏章说“嗣宗知裴炎造反，而不上奏。”武则天則处死裴炎，並在都亭驿将姜嗣宗處以绞刑。
垂拱元年（685年）正月二十二，劉仁軌逝世。武则天停朝三日，追赠开府仪同三司、并州大都督，陪葬乾陵，赐其家实封三百户。撰有《行年记》、《永徽留本司格后本》十一卷。

## 子孙
- 子：劉滔
- 子：工部員外郎劉濬（唐朝）
  - 長孫：刘晃（《旧唐书》作刘冕），太常卿，襲樂城公。生刘子藩。
    - 曾孫：刘子藩，河東節度掌書記、虞部員外郎。生刘煟。
      - 刘煟，雅州刺史。刘煟有二子刘瑑、刘頊。
        - 刘瑑，字子全，唐宣宗年间拜相。
        - 刘頊，字昭願。

  - 次孫：刘昂，京兆少尹，生刘子之。
    - 曾孫：刘子之，刘子之有二子刘元鼎、刘公輿。
      - 刘元鼎，慈州刺史。刘元鼎娶郑王李亮后裔，有二子刘思、刘略。
        - 刘思，字秀挺。
        - 刘略，朝请大夫、守卫尉卿、柱国、分司东都、赐紫金鱼袋。

      - 刘公輿，祠部員外郎。

- 劉仁軌第十一世孫：劉熙古，（903年－976年），字義淳，北宋宋州宁陵（今河南宁陵东）人。原作劉稽古。后唐長興年間進士。
- 劉仁軌第十二世孫：劉蒙叟，（  ？ －  ？ ），字道民，北宋宋州宁陵（今河南宁陵东）人，宋太祖乾德五年丁卯科状元，历知庐、滁、濠、汝四州。